# Forest Hills Tennis Classic
Forest Hills Tennis Classic — професійний жіночий тенісний турнір, що проходив у Нью-Йорку, США, за підтримки WTA і USTA від 2004 до 2008 року.
Змагання проходили на відкритих кортах з твердим покриттям.

## Загальна інформація
Турнір створено напередодні сезону-2004 як додаткові змагання жіночого туру на тижні, що передує US Open. Щоб не розтягувати надовго турнір через можливі проблеми з погодою, приз розігрували в скороченому форматі: не проводили парний турнір, а змагання в одиночному розряді розігрували без кваліфікації. 
Турнір проіснував у такому вигляді п'ять років, після чого його скасували під час реформи календаря WTA, однак змагання професійного туру ще деякий час проходили в ці строки в Нью-Йорку: у 2009-10 роках на цей період пересунули ще один нью-йоркський турнір, який тоді збільшив свій призовий фонд удвічі.

## Фінали
| Рік  | Чемпіонка                     | Фіналістка                  | Рахунок фіналу |
| ---- | ----------------------------- | --------------------------- | -------------- |
| 2008 | Луціє Шафарова                | Пен Шуай                    | 6–4, 6–2       |
| 2007 | Хісела Дулко                  | Віржіні Раззано             | 6–2, 6–2       |
| 2006 | Меган Шонессі                 | Смашнова Анна Олександрівна | 1–6, 6–0, 6–4  |
| 2005 | Луціє Шафарова                | Саня Мірза                  | 3–6, 7–5, 6–4  |
| 2004 | Лиховцева Олена Олександрівна | Івета Бенешова              | 6–2, 6–2       |